# John B. Taylor
John Brian Taylor (8 de dezembro de 1946) é um economista da Nova economia clássica dos Estados Unidos. Ele é professor da Universidade de Stanford, onde também recebeu o título de PhD.
Desde os anos 1970, Taylor tem publicado trabalhos no campo da economia monetária e financeira. Ele é um dos acadêmicos envolvidos no Novo Consenso.
Taylor contribuiu para a evolução do modelo IS-LM sob expectativas racionais, com uma hipótese sobre a trajetória da taxa de juros básica da economia: a Regra de Taylor. Em particular, ele desenvolveu um princípio simples que explicava o comportamento das taxas de juros do Banco Central dos EUA, as quais não eram explicitamente anunciadas.
A crise financeira de 2008-2009 foi, segundo Taylor, resultado de políticas incorretas implementadas pelo seu amigo, o ex-presidente do Fed Alan Greenspan. Sob esta análise, as taxas de juros dos EUA, excessivamente baixas, deturparam a tomada de decisão dos agentes, causando uma queda artificial das expectativas; a discussão teórica é orientada pelo Modelo da Preferência de Liquidez de Tobin.
John B. Taylor trabalhou em três governos republicanos dos EUA: os de Gerald Ford, George H. W. Bush e George W. Bush. Ele integrou o Council of Economic Advisers. Atualmente ele é membro e presidente da Sociedade Mont Pèlerin.